# Azteca alfari
Azteca alfari es una especie de hormiga del género Azteca, subfamilia Dolichoderinae. Fue descrita científicamente por Emery en 1893.
Se distribuye por Argentina, Belice, Bolivia, Brasil, Colombia, Costa Rica, Ecuador, Guayana Francesa, Guatemala, Guyana, Honduras, México, Nicaragua, Panamá, Paraguay, Perú, Surinam, Trinidad y Tobago y Venezuela. Se ha encontrado a elevaciones de hasta 1310 metros. Vive en varias especies de Cecropia.